# Campeonato Europeu de Futebol Sub-17 de 2017
O Campeonato Europeu de Futebol Sub-17 de 2017, mais referido como Euro Sub-17 de 2017, foi a 16ª edição da competição organizada pela UEFA para jogadores com até 17 anos de idade. O evento foi realizado na Croácia entre os dias 3 e 19 de maio de 2017.
O torneio foi disputado por 16 equipes constituídas por 18 jogadores nascidos em ou após o dia 1 de janeiro de 2000. Cada partida teve duração de 80 minutos, constituído de dois tempos de 40 minutos, com um intervalo de 15 minutos.
Igual às edições anteriores realizadas em anos ímpares, o torneio foi usado para determinar os cinco representantes da UEFA na Copa do Mundo FIFA Sub-17 de 2017 na Índia. Foi retirada uma vaga, já que a FIFA decidiu dar uma das vagas originalmente destinadas para a UEFA para a Confederação de Futebol da Oceania a partir de 2017.

## Eliminatórias
As seleções nacionais dos 54 membros da UEFA participaram na qualificação. A Croácia qualificou-se como anfitrião enquanto as restantes 53 seleções disputaram as 15 vagas. A qualificação consistiu em duas rondas: a Ronda de qualificação, que aconteceu no outono de 2016, e a Ronda de elite, que ocorreu na primavera de 2017.

### Equipes classificadas
As seguintes 16 equipes qualificaram-se para a fase final do torneio:
Nota: As estatísticas incluem apenas a era Sub-17 (desde 2002).
| Seleção              | Método Qualificação  | Fases Finais | Última qualificação | Melhor classificação                          |
| -------------------- | -------------------- | ------------ | ------------------- | --------------------------------------------- |
| Croácia              | Anfitrião            | 4            | 2015                | Quarto lugar (2005)                           |
| Alemanha             | Vencedor Grupo 1     | 10           | 2016                | Campeão (2009)                                |
| Turquia              | Vice-campeão Grupo 1 | 7            | 2014                | Campeão (2005)                                |
| Hungria              | Vencedor Grupo 2     | 4            | 2006                | Fase de grupos (2002, 2003, 2006)             |
| Noruega              | Vice-campeão Grupo 2 | 1            | —                   | Estreante                                     |
| Espanha              | Vencedor Grupo 3     | 11           | 2016                | Campeão (2007, 2008)                          |
| Escócia              | Vencedor Grupo 4     | 5            | 2016                | Semifinais (2014)                             |
| Sérvia               | Vice-campeão Grupo 4 | 6            | 2016                | Quartas de finais (2002)                      |
| Países Baixos        | Vencedor Grupo 5     | 11           | 2016                | Campeão (2011, 2012)                          |
| Itália               | Vice-campeão Grupo 5 | 7            | 2016                | Vice-campeão (2013)                           |
| França               | Vencedor Grupo 6     | 11           | 2016                | Campeão (2004, 2015)                          |
| Ucrânia              | Vice-campeão Grupo 7 | 6            | 2016                | Fase de grupos (2002, 2004, 2007, 2013, 2016) |
| Inglaterra           | Vencedor Grupo 7     | 12           | 2016                | Campeão (2010, 2014)                          |
| Bósnia e Herzegovina | Vice-campeão Grupo 7 | 2            | 2016                | Fase de grupos (2016)                         |
| Irlanda              | Vencedor Grupo 8     | 3            | 2015                | Fase de grupos (2008, 2015)                   |
| Ilhas Faroé          | Vice-campeão Grupo 8 | 1            | —                   | Estreante                                     |

### Sorteio final
O sorteio final dos grupos foi realizado em 3 de abril de 2017, 18:00 CEST (UTC+2), no Panorama Zagreb Hotel em Zagreb, Croácia. As 16 equipes foram sorteadas por quatro grupos de quatro equipes. A anfitriã Croácia foi colocada na posição 1 no Grupo A.
| Pos | Seleção              | Pts | J | V | E | D | GP | GC | SG  | Grupo | Pote |
| --- | -------------------- | --- | - | - | - | - | -- | -- | --- | ----- | ---- |
| 1   | Alemanha             | 9   | 3 | 3 | 0 | 0 | 19 | 4  | +15 | 1     | 1    |
| 2   | Inglaterra           | 9   | 3 | 3 | 0 | 0 | 10 | 3  | +7  | 7     | 1    |
| 3   | Escócia              | 9   | 3 | 3 | 0 | 0 | 8  | 1  | +7  | 4     | 1    |
| 4   | Irlanda              | 9   | 3 | 3 | 0 | 0 | 7  | 0  | +7  | 8     | 1    |
| 5   | Países Baixos        | 9   | 3 | 3 | 0 | 0 | 7  | 3  | +4  | 5     | 1    |
| 6   | França               | 7   | 3 | 2 | 1 | 0 | 6  | 2  | +4  | 6     | 1    |
| 7   | Espanha              | 6   | 3 | 2 | 0 | 1 | 5  | 2  | +3  | 3     | 1    |
| 8   | Hungria              | 6   | 3 | 2 | 0 | 1 | 3  | 2  | +1  | 2     | 2    |
| 9   | Turquia              | 6   | 3 | 2 | 0 | 1 | 11 | 4  | +7  | 1     | 2    |
| 10  | Itália               | 6   | 3 | 2 | 0 | 1 | 5  | 2  | +3  | 5     | 2    |
| 11  | Sérvia               | 6   | 3 | 2 | 0 | 1 | 3  | 2  | +1  | 4     | 2    |
| 12  | Ucrânia              | 6   | 3 | 2 | 0 | 1 | 5  | 5  | 0   | 6     | 2    |
| 13  | Noruega              | 4   | 3 | 1 | 1 | 1 | 5  | 3  | +2  | 2     | 2    |
| 14  | Bósnia e Herzegovina | 4   | 3 | 1 | 1 | 1 | 2  | 2  | 0   | 7     | 2    |
| 15  | Ilhas Faroé          | 4   | 3 | 1 | 1 | 1 | 2  | 5  | −3  | 8     | 2    |

## Sedes
| Zagreb Velika Gorica Zaprešić Rijeka Kostrena Varaždin |                          |                   |                            |
| Zagreb Velika Gorica Zaprešić Rijeka Kostrena Varaždin | Varaždin                 | Velika Gorica     | Rijeka                     |
| ------------------------------------------------------ | ------------------------ | ----------------- | -------------------------- |
| Zagreb Velika Gorica Zaprešić Rijeka Kostrena Varaždin | Stadion Anđelko Herjavec | Stadion Radnik    | Stadion Rujevica           |
| Zagreb Velika Gorica Zaprešić Rijeka Kostrena Varaždin | Capacidade: 9 099        | Capacidade: 8 000 | Capacidade: 6 134          |
| Zagreb Velika Gorica Zaprešić Rijeka Kostrena Varaždin |                          |                   |                            |
| Zaprešić                                               | Kostrena                 | Zagreb            | Zagreb                     |
| Stadion ŠRC Zaprešić                                   | Stadion Žuknica          | Stadion Lučko     | Stadion sv. Josipa Radnika |
| Capacidade: 5 228                                      | Capacidade: 3 000        | Capacidade: 1 500 | Capacidade: 1 200          |
|                                                        |                          |                   |                            |

## Árbitros
Nove árbitros, doze árbitros assistentes e três quartos-árbitros.
| Árbitros - AUT Dominik Ouschan - BEL Nicolas Laforge - CRO Fran Jović - CYP Dimitrios Massias - DEN Jens Maae - GRE Anastasios Papapetrou - LTU Donatas Rumšas - POR Fábio José Costa Veríssimo - SWE Mohammed Al-Hakim | Árbitros assistentes - ARM Atom Sevgulyan - CZE Radek Kotik - FIN Mika Lamppu - ISR Idan Yarkoni - KAZ Samat Tergeussizov - LVA Jevgēnijs Morozovs - MKD Goce Petreski - NIR Paul Robinson - POR Manuel António Nogueira Fernandes - ROU Mircea Mihail Grigoriu - RUS Alexei Vorontcov - WAL Ian Bird | Quartos árbitros - CRO Thihomir Pejin - CRO Duje Strukan - CRO Mario Zebec |

## Fase de grupos
O calendário final do torneio foi confirmado em 7 de abril de 2017.
|  | Equipes classificadas à fase final |
|  | Equipes eliminadas                 |

### Grupo A
| Pos. | Seleção | Pts | J | V | E | D | GP | GC | SG |
| ---- | ------- | --- | - | - | - | - | -- | -- | -- |
| 1    | Espanha | 7   | 3 | 2 | 1 | 0 | 7  | 4  | +3 |
| 2    | Turquia | 6   | 3 | 2 | 0 | 1 | 8  | 5  | +3 |
| 3    | Itália  | 3   | 3 | 1 | 0 | 2 | 3  | 5  | −2 |
| 4    | Croácia | 1   | 3 | 0 | 1 | 2 | 2  | 6  | −4 |

| 3 de maio | Turquia                  | 2 – 3     | Espanha                                   | Stadion HNK Rijeka, Rijeka                |
| 13:15     | Güneş 5' · Karaahmet 11' | Relatório | S. Gómez 24' · Ruiz 33' (pen) · Morey 72' | Público: 300 Árbitro: AUT Dominik Ouschan |

| 3 de maio | Croácia | 0 – 1     | Itália   | Stadion HNK Rijeka, Rijeka                  |
| 17:45     |         | Relatório | Kean 78' | Público: 4 092 Árbitro: POR Fábio Veríssimo |

| 6 de maio | Croácia   | 1 – 4     | Turquia                                         | Stadion HNK Rijeka, Rijeka                  |
| 13:15     | Marin 67' | Relatório | Karaahmet 18' · Gül 49' · Kabak 69' · Akgün 80' | Público: 1 004 Árbitro: BEL Nicolas Laforge |

| 6 de maio | Espanha                            | 3 – 1     | Itália         | Stadion HNK Rijeka, Rijeka                      |
| 17:45     | S. Gómez 36' · Ruiz 68' (pen), 80' | Relatório | Caviglia 80+2' | Público: 744 Árbitro: GRE Anastasios Papapetrou |

| 9 de maio | Itália       | 1 – 2     | Turquia                    | Stadion HNK Rijeka, Rijeka          |
| 12:00     | Pellegri 15' | Relatório | Karaahmet 5' · Babacan 74' | Público: 700 Árbitro: DEN Jens Maae |

| 9 de maio | Espanha      | 1 – 1     | Croácia    | Pomorac Kostrena, Kostrena                    |
| 12:00     | Blanco 80+1' | Relatório | Čolina 56' | Público: 1 121 Árbitro: SWE Mohammed Al-Hakim |

### Grupo B
| Pos. | Seleção     | Pts | J | V | E | D | GP | GC | SG  |
| ---- | ----------- | --- | - | - | - | - | -- | -- | --- |
| 1    | Hungria     | 7   | 3 | 2 | 1 | 0 | 8  | 3  | +5  |
| 2    | França      | 6   | 3 | 2 | 0 | 1 | 11 | 4  | +7  |
| 3    | Escócia     | 4   | 3 | 1 | 1 | 1 | 4  | 3  | +1  |
| 4    | Ilhas Faroé | 0   | 3 | 0 | 0 | 3 | 0  | 13 | −13 |

| 3 de maio | Escócia                     | 2 – 0     | Ilhas Faroé | Stadion Lučko, Zagreb                    |
| 12:00     | Cameron 59' · Aitchison 68' | Relatório |             | Público: 511 Árbitro: LTU Donatas Rumšas |

| 3 de maio | Hungria                       | 3 – 2     | França                  | SRC Velika Gorika, Velika Gorica            |
| 14:00     | Csoboth 38', 41' · Bencze 52' | Relatório | Gouiri 36', 80+4' (pen) | Público: 892 Árbitro: CYP Dimitrios Massias |

| 6 de maio | França                                                            | 7 – 0     | Ilhas Faroé | NK Inter Zaprešić, Zaprešić         |
| 12:00     | Gouiri 1', 10', 33' · Caqueret 4', 46' · Picouleau 15' · Adli 54' | Relatório |             | Público: 712 Árbitro: DEN Jens Maae |

| 6 de maio | Escócia    | 1 – 1     | Hungria     | Stadion Lučko, Zagreb                       |
| 16:00     | Rudden 30' | Relatório | Szerető 52' | Público: 677 Árbitro: SWE Mohammed Al-Hakim |

| 9 de maio | Ilhas Faroé | 0 – 4     | Hungria                                            | Stadion Lučko, Zagreb                |
| 16:00     |             | Relatório | Torvund 24' · Szoboszlai 26', 48' · Edmundsson 29' | Público: 409 Árbitro: CRO Fran Jović |

| 9 de maio | França          | 2 – 1     | Escócia    | SRC Velika Gorika, Velika Gorica          |
| 16:00     | Gouiri 35', 80' | Relatório | Rudden 42' | Público: 511 Árbitro: BEL Nicolas Laforge |

### Grupo C
| Pos. | Seleção              | Pts | J | V | E | D | GP | GC | SG  |
| ---- | -------------------- | --- | - | - | - | - | -- | -- | --- |
| 1    | Alemanha             | 9   | 3 | 3 | 0 | 0 | 15 | 1  | +14 |
| 2    | Irlanda              | 3   | 3 | 1 | 0 | 2 | 2  | 9  | −7  |
| 3    | Bósnia e Herzegovina | 3   | 3 | 1 | 0 | 2 | 2  | 7  | −5  |
| 4    | Sérvia               | 3   | 3 | 1 | 0 | 2 | 2  | 4  | −2  |

| 4 de maio | Alemanha                                | 5 – 0     | Bósnia e Herzegovina | Pomorac Kostrena, Kostrena                  |
| 12:00     | Mai 2' · Keitel 16' · Arp 50', 51', 62' | Relatório |                      | Público: 1 192 Árbitro: BEL Nicolas Laforge |

| 4 de maio | Sérvia     | 1 – 0     | Irlanda | Pomorac Kostrena, Kostrena                      |
| 16:30     | Gavrić 72' | Relatório |         | Público: 482 Árbitro: GRE Anastasios Papapetrou |

| 7 de maio | Alemanha                                           | 3 – 1     | Sérvia               | Pomorac Kostrena, Kostrena                |
| 12:00     | Abouchabaka 7' (pen) · Yeboah 39' · Majetschak 61' | Relatório | Stuparević 75' (pen) | Público: 587 Árbitro: AUT Dominik Ouschan |

| 7 de maio | Irlanda                    | 2 – 1     | Bósnia e Herzegovina | Pomorac Kostrena, Kostrena                |
| 16:30     | Roache 7' · Idah 29' (pen) | Relatório | Vještica 13'         | Público: 500 Árbitro: POR Fábio Veríssimo |

| 10 de maio | Bósnia e Herzegovina | 1 – 0     | Sérvia | Pomorac Kostrena, Kostrena               |
| 12:00      | Imamović 80'         | Relatório |        | Público: 504 Árbitro: LTU Donatas Rumšas |

| 10 de maio | Irlanda | 0 – 7     | Alemanha                                                                     | Stadion HNK Rijeka, Rijeka                |
| 12:00      |         | Relatório | Abouchabaka 8' · Arp 15', 45', 49' · O'Connor 21' · Awuku 73' · Hottmann 76' | Público: 434 Árbitro: POR Fábio Veríssimo |

### Grupo D
| Pos. | Seleção       | Pts | J | V | E | D | GP | GC | SG |
| ---- | ------------- | --- | - | - | - | - | -- | -- | -- |
| 1    | Inglaterra    | 9   | 3 | 3 | 0 | 0 | 10 | 1  | +9 |
| 2    | Países Baixos | 4   | 3 | 1 | 1 | 1 | 3  | 5  | −2 |
| 3    | Ucrânia       | 3   | 3 | 1 | 0 | 2 | 2  | 5  | −3 |
| 4    | Noruega       | 1   | 3 | 0 | 1 | 2 | 3  | 7  | −4 |

| 4 de maio | Países Baixos      | 1 – 0     | Ucrânia | Sv. Josip Radnik, Sesvete           |
| 12:00     | El Bouchataoui 61' | Relatório |         | Público: 881 Árbitro: DEN Jens Maae |

| 4 de maio | Noruega  | 1 – 3     | Inglaterra                    | SRC Velika Gorika, Velika Gorica            |
| 14:00     | Guéhi 8' | Relatório | Brewster 10', 35' · Foden 78' | Público: 713 Árbitro: SWE Mohammed Al-Hakim |

| 7 de maio | Inglaterra                                             | 4 – 0     | Ucrânia | Sv. Josip Radnik, Sesvete                |
| 14:00     | McEachran 20' · Brewster 32' · Sancho 36' · Barlow 69' | Relatório |         | Público: 663 Árbitro: LTU Donatas Rumšas |

| 7 de maio | Países Baixos                              | 2 – 2     | Noruega                   | SRC Velika Gorika, Velika Gorica            |
| 17:45     | Aboukhlal 11' · El Bouchataoui 80+2' (pen) | Relatório | Larsen 50' · Stenevik 55' | Público: 699 Árbitro: CYP Dimitrios Massias |

| 10 de maio | Ucrânia                     | 2 – 0     | Noruega | Sv. Josip Radnik, Sesvete                 |
| 16:00      | Kashchuk 78' · Kholod 80+1' | Relatório |         | Público: 719 Árbitro: AUT Dominik Ouschan |

| 10 de maio | Inglaterra                              | 3 – 0     | Países Baixos | NK Inter Zaprešić, Zaprešić                       |
| 16:00      | Sancho 23', 48' (pen) · Hudson-Odoi 80' | Relatório |               | Público: 1 054 Árbitro: GRE Anastasios Papapetrou |

## Fase final
Na fase final o desempate por disputa de pênaltis é utilizado se necessário para definir o vencedor (não há prorrogação).

### Esquema
|  | Quartas de final           | Quartas de final      |                       |       | Semifinais | Semifinais |  |  | Final | Final |
|  |                            |                       |                       |       |            |            |  |  |       |       |
|  | 12 de maio – Varaždin      |                       |                       |       |            |            |  |  |       |       |
|  |                            |                       |                       |       |            |            |  |  |       |       |
|  | Espanha                    | 3                     |                       |       |            |            |  |  |       |       |
|  | Espanha                    | 3                     | 16 de maio – Varaždin |       |            |            |  |  |       |       |
|  | França                     | 1                     |                       |       |            |            |  |  |       |       |
|  | França                     | 1                     | Espanha (pen)         | 0 (4) |            |            |  |  |       |       |
|  | 13 de maio – Zaprešić      |                       | Espanha (pen)         | 0 (4) |            |            |  |  |       |       |
|  |                            | Alemanha              | 0 (2)                 |       |            |            |  |  |       |       |
|  | Alemanha                   | Alemanha              | 0 (2)                 | 2     |            |            |  |  |       |       |
|  | Alemanha                   |                       | 19 de maio – Varaždin | 2     |            |            |  |  |       |       |
|  | Países Baixos              | 1                     |                       |       |            |            |  |  |       |       |
|  | Países Baixos              | 1                     | Espanha (pen)         | 2 (4) |            |            |  |  |       |       |
|  | 12 de maio – Velika Gorica |                       | Espanha (pen)         | 2 (4) |            |            |  |  |       |       |
|  |                            | Inglaterra            | 2 (1)                 |       |            |            |  |  |       |       |
|  | Hungria                    | Inglaterra            | 2 (1)                 | 0     |            |            |  |  |       |       |
|  | Hungria                    | 16 de maio – Zaprešić |                       | 0     |            |            |  |  |       |       |
|  | Turquia                    | 1                     |                       |       |            |            |  |  |       |       |
|  | Turquia                    | 1                     | Turquia               | 1     |            |            |  |  |       |       |
|  | 13 de maio – Velika Gorica |                       | Turquia               | 1     |            |            |  |  |       |       |
|  |                            | Inglaterra            | 2                     |       |            |            |  |  |       |       |
|  | Inglaterra                 | Inglaterra            | 2                     | 1     |            |            |  |  |       |       |
|  | Inglaterra                 |                       |                       | 1     |            |            |  |  |       |       |
|  | Irlanda                    | 0                     |                       |       |            |            |  |  |       |       |
|  | Irlanda                    | 0                     |                       |       |            |            |  |  |       |       |

|  | Play-off |   |
|  |          |   |
|  | Hungria  | 0 |
|  | França   | 1 |

### Quartas de final
| 12 de maio | Hungria | 0 – 1     | Turquia    | SRC Velika Gorika, Velika Gorica         |
| 12:00      |         | Relatório | Csonka 20' | Público: 897 Árbitro: LTU Donatas Rumšas |

| 12 de maio | Espanha                                   | 3 – 1     | França    | NK Varaždin - Varaždin                 |
| 17:45      | Morey 17' · Ruiz 35' (pen) · S. Gómez 56' | Relatório | Gouiri 9' | Público: 5 163 Árbitro: CRO Fran Jović |

| 13 de maio | Inglaterra | 1 – 0     | Irlanda | SRC Velika Gorika -, Velika Gorica        |
| 12:00      | Sancho 13' | Relatório |         | Público: 879 Árbitro: BEL Nicolas Laforge |

| 13 de maio | Alemanha                  | 2 – 1     | Países Baixos   | NK Inter Zaprešić, Zaprešić                   |
| 17:45      | Abouchabaka 66' · Arp 79' | Relatório | Aboukhlal 40+1' | Público: 1 013 Árbitro: SWE Mohammed Al-Hakim |

### Play-off para a Copa do Mundo Sub-17
| 16 de maio | Hungria | 0 – 1     | França     | Sv. Josip Radnik, Zagreb                        |
| 12:00      |         | Relatório | Gouiri 26' | Público: 950 Árbitro: GRE Anastasios Papapetrou |

### Semifinais
| 16 de maio | Turquia       | 1 – 2     | Inglaterra                   | NK Inter Zaprešić, Zaprešić                 |
| 17:45      | Kesgin 40+13' | Relatório | Hudson-Odoi 11' · Sancho 37' | Público: 1 292 Árbitro: POR Fábio Veríssimo |

| 16 de maio | Espanha | 0 – 0     | Alemanha | NK Varaždin, Varaždin                       |
| 20:30      |         | Relatório |          | Público: 4 581 Árbitro: AUT Dominik Ouschan |

|                                    |       | Penalidades               |  |
| Ruiz Morey Segovia Chust Guillamón | 4 – 2 | Majetschak Arp Mai Keitel |  |

### Final
| 19 de maio | Espanha                | 2 – 2     | Inglaterra                  | NK Varaždin, Varaždin                 |
| 20:00      | Morey 38' · Díaz 80+6' | Relatório | Hudson-Odoi 18' · Foden 58' | Público: 8 187 Árbitro: DEN Jens Maae |

|                           |       | Penalidades                   |  |
| Ruiz Morey S. Gómez Chust | 4 – 1 | Barlow Brewster Latibeaudiere |  |

## Premiação
| Campeonato Europeu Sub-17 2017 |
| ------------------------------ |
| ESPANHA Campeão (9º título)    |

| Jogador de Ouro  | Jogador de Ouro | Jogador de Ouro |
| ---------------- | --------------- | --------------- |
| ENG Jadon Sancho |                 |                 |

### Equipe do torneio
| Posição    | Jogador            | Seleção    |
| ---------- | ------------------ | ---------- |
| Goleiros   | Dominic Kotarski   | Croácia    |
| Goleiros   | Álvaro Fernández   | Espanha    |
| Defensores | Mateu Morey        | Espanha    |
| Defensores | Hakim Guenouche    | França     |
| Defensores | Marc Guéhi         | Inglaterra |
| Defensores | Víctor Chust       | Espanha    |
| Defensores | Jan Boller         | Alemanha   |
| Defensores | Jonathan Panzo     | Inglaterra |
| Meias      | George McEachran   | Inglaterra |
| Meias      | Claudio Gomes      | França     |
| Meias      | Moha               | Espanha    |
| Meias      | Atalay Babacan     | Turquia    |
| Meias      | Callum Hudson-Odoi | Inglaterra |
| Meias      | Elias Abouchabaka  | Alemanha   |
| Atacantes  | Phil Foden         | Inglaterra |
| Atacantes  | Abel Ruiz          | Espanha    |
| Atacantes  | Amine Gouiri       | França     |
| Atacantes  | Jadon Sancho       | Inglaterra |

Fonte:

## Estatísticas

### Artilharia
9 gols (1)
- FRA Amine Gouiri

Nota: A UEFA considera Amine Gouiri ter marcado oito gols no torneio final, já que o seu gol no play-off da Copa do Mundo FIFA Sub-17 não é considerado parte do torneio final.
7 gols (1)
- GER Jann-Fiete Arp

5 gols (1)
- ENG Jadon Sancho

4 gols (1)
- ESP Abel Ruiz

3 gols (6)
- ENG Rhian Brewster
- ENG Callum Hudson-Odoi
- GER Elias Abouchabaka
- ESP Sergio Gómez
- ESP Mateu Morey
- TUR Malik Karaahmet

2 gols (7)
- ENG Phil Foden
- FRA Maxence Caqueret
- HUN Kevin Csoboth
- HUN Dominik Szoboszlai
- NED Zakaria Aboukhlal
- NED Achraf El Bouchataoui
- SCO Zak Rudden

1 gol (38)
- BIH Armin Imamović
- BIH Nemanja Vještica
- CRO David Čolina
- CRO Antonio Marin
- ENG Aidan Barlow
- ENG George McEachran
- FRA Yacine Adli
- FRA Mathis Picouleau
- GER Noah Awuku
- GER Eric Hottmann
- GER Yannik Keitel
- GER Lars Lukas Mai
- GER Erik Majetschak
- GER John Yeboah
- HUN Márk Bencze
- HUN Krisztofer Szerető
- HUN Alexander Torvund
- ITA Hans Nicolussi Caviglia
- ITA Moise Kean
- ITA Pietro Pellegri
- NOR Jørgen Strand Larsen
- NOR Halldor Stenevik
- IRL Adam Idah
- IRL Rowan Roache
- SCO Jack Aitchison
- SCO Innes Cameron
- SRB Željko Gavrić
- SRB Filip Stuparević
- ESP Antonio Blanco
- ESP Nacho Díaz
- TUR Yunus Akgün
- TUR Atalay Babacan
- TUR Recep Gül
- TUR Umut Güneş
- TUR Ozan Kabak
- TUR Kerem Kesgin
- UKR Olexiy Kashchuk
- UKR Artem Kholod

Gol contra (4)
- ENG Marc Guéhi (para  Noruega)
- FRO Andrias Edmundsson (para  Hungria)
- HUN András Csonka (para  Turquia)
- IRL Lee O'Connor (para  Alemanha)